# Lhuntse (district)
Lhuntse (alternatieve spelling Lhuntshi, Lhuntsi of Lhuentse) is een van de dzongkhag (districten) van Bhutan. De hoofdstad van het district is Lhuntse. In 2005 had het district 15.395 inwoners.
Bumthang · Chukha · Dagana · Gasa · Haa · Lhuntse · Mongar · Paro · Pemagatshel · Punakha · Samdrup Jongkhar · Samtse · Sarpang · Thimphu · Trashigang · Trashiyangste · Trongsa · Tsirang · Wangdue Phodrang · Zhemgang